# Jellyfish
Jellyfish was een Amerikaanse powerpopgroep uit San Francisco, opgericht in 1989 door Andy Sturmer en Roger Manning. Ze brachten twee albums uit, zijnde: Bellybutton en Spilt Milk. Spilt Milk wordt veelal beschouwd als hun meesterwerk. De groep ging uiteen in 1994 vanwege interne problemen in de groep.